# الجامعة السورية الدولية الخاصة للعلوم والتكنولوجيا
مقدمة:
أحدثت الجامعة السورية الخاصة للعلوم والتكنولوجيا بموجب المرسوم الجمهوري رقم 339 تاريخ 7/8/2005 وهي عضو في اتحاد الجامعات العربية وعضو في اتحاد جامعات العالم الإسلامي، وتعد الدرجات العلمية التي تمنحها الجامعة معادلة حكماً للدرجات العلمية التي تمنحها الجامعات الحكومية في الجمهورية العربية السورية وفقاً لأحكام المادة /4/ من المرسوم التشريعي رقم 36 لعام 2001 .